# Terremoto de Geiyo de 2001
El terremoto de Geiyo de 2001 (2001年芸予地震 Nisen-ichi-nen Gēyo Jishin) ocurrió con una magnitud momentánea de 6.7 el 24 de marzo de 2001 a las 15:27 hora local cerca de Hiroshima, Japón. Solo se reportaron 2 muertos, uno en Hiroshima y otro en Ehime. Alrededor de 3,700 edificios resultaron dañados en el área de Hiroshima. Tanto en Hiroshima como en Ehime se registró licuefacción. Se registró un apagón eléctrico en Hiroshima, Ehime, Okayama, Yamaguchi, y Kōchi. La máxima magnitud fue shindo -6 en Hiroshima. Este terremoto también pudo sentirse a lo largo de las costas oriental y meridional de Corea del Sur.
El sismo de momento del terremoto fue de 1.3×1019 Nm. Este terremoto es un evento intra losa de fallas normal dentro de la placa marina filipina en subducción.  El deslizamiento del terremoto se estimó en aproximadamente 1,5-2,4 metros (1,6-2,6 yardas). Las ubicaciones de las réplicas se distribuyeron aproximadamente en la dirección N-S. Se ha sugerido que este terremoto estaba relacionado con la deshidratación de la placa del Mar de Filipinas.
En esta región, se produjo un fuerte terremoto en 1905, que también fue un evento intra losa dentro de la placa de subducción.